# Circuit de Monaco

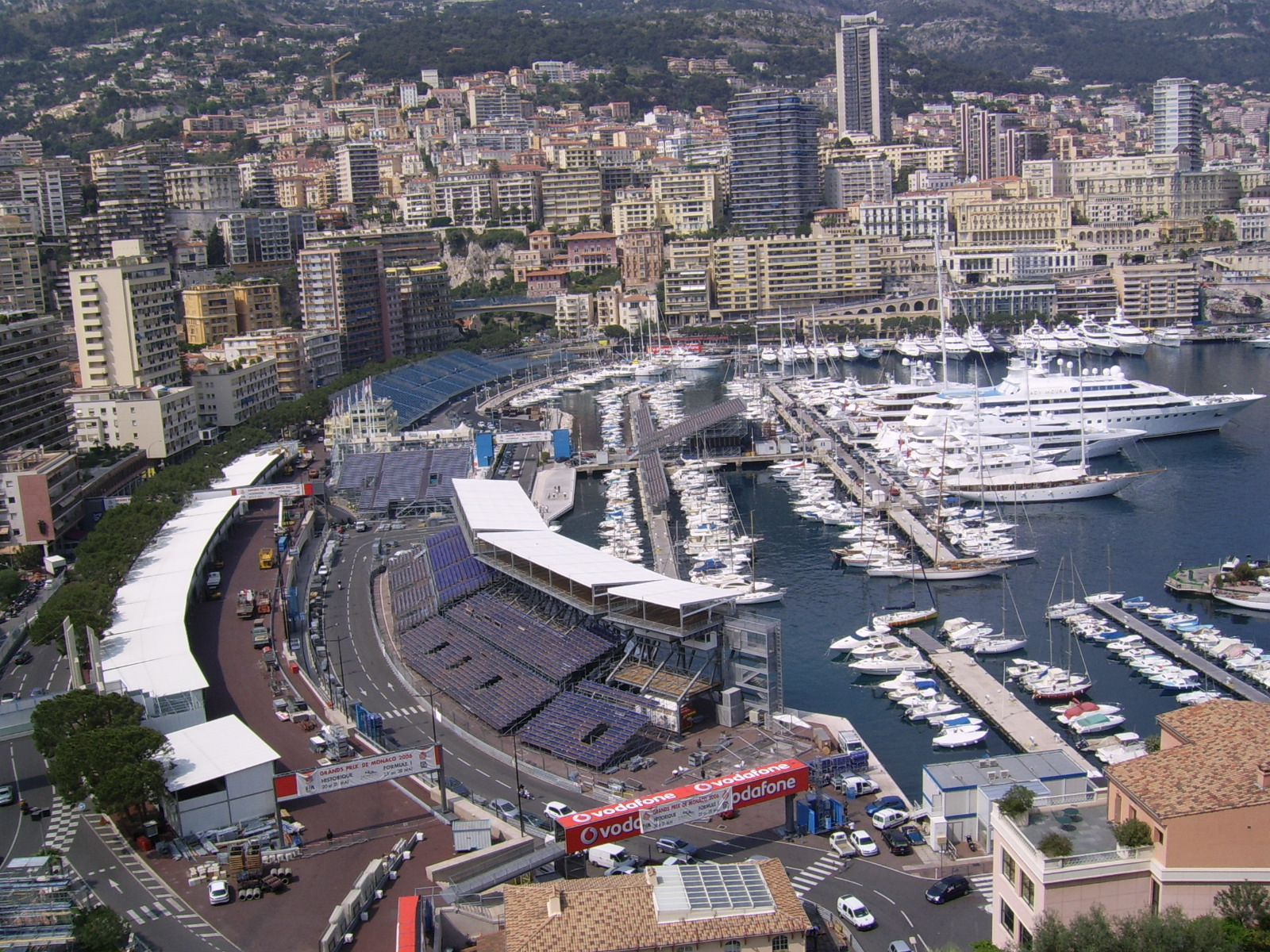
A célegyenes

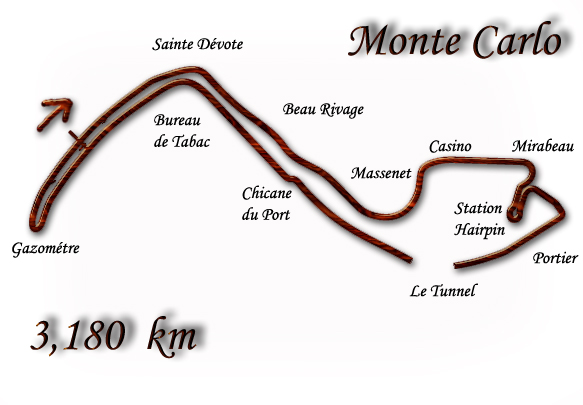
Az első vonalvezetés

Formula–E-ben használt vonalvezetés 2015-től 2019-ig

A Circuit de Monaco városi pálya Monaco Monte-Carlo és La Condamine városrészein vezet keresztül, a Formula–1-es verseny monacói nagydíjára. A város számos utcáját lezárják, a közlekedési táblákat, és a virágágyásokat eltüntetik. Felállítják az ideiglenes boxutcát, a kerítéseket, a kerékvetőket és a nézőtereket, ezeken egyszerre 100 000 ember tud elférni. Az így kialakított pálya 3,340 km hosszú.
A miniállam 2 km²-es területének szinte egészét bejárja a pálya. Több, különféle kanyar található rajta, mint pl. a hajtűkanyar Fairmont Hotelnél (egykori Loews Hotel), a Formula–1-es pályák leglassúbb kanyarja. Emellett nevezetes még a versenypálya hosszú alagútjáról, és egy sikán is található rajta, nem sokkal az alagútkijárat után.

## Egy kör a jelenlegi pályán
A kör első kanyarja, a St. Devote egy rövid emelkedő után érhető el. Ez körülbelül 90 fokos jobb kanyar. Ezután egy hosszú emelkedő egyenes van enyhe kanyarokkal. Utána egy balkanyar, a Massenet következik.
A Massenetből kijutva a Kaszinó térre jutnak a versenyzők, mely egy jobbkanyar szinte közvetlenül a híres monte-carlói kaszinó előtt. Egy rövid egyenes után következik a Mirabeau jobbkanyar, mely ráfordít a Grand Hotel bal hajtűkanyarra, amit körülbelül 45 km/h sebességgel képesek bevenni a versenyzők.
Ezután két jobbkanyar jön, a Mirabeau és Portier, ezek levezetik a pilótákat a tengerpartra, utána pedig a hosszú alagútba, amelyben hosszú jobbkanyar található. Az alagútból kijutva következik, rövid egyenes után egy bal-jobbos sikán, jó előzési pont a szűk városi pályán.
Szintén rövid egyenes után következik a Tabac, amit 200 km/h sebességgel vesznek be a versenyzők. Ezután a két Piscine (a. m. medence) kanyar jön: egy bal-jobbos, utána egy jobb-balos sikánt foglal magába. Az autók ekkor haladnak el az uszoda mellett, így gyakran uszoda-kanyarnak is nevezik.
Egy rövid egyenes után erős fékezés, majd egy balkanyar következik, amiből a híres Rascasse kanyarba juthatunk, ez egy jobbos visszafordító kanyar (itt történt Michael Schumacher híres manővere 2006-ban). Rövid egyenes után – innen lehet bejutni a boxutcába – az utolsó kanyar következik, a jobbkanyar Virage Antony Noghes, ami a pálya ötletgazdájáról kapta nevét. Ezután érnek a pilóták a rövid rajt-célegyenesre, és kezdhetik meg új körüket.

## Kanyarok
- 1. Sainte Devote: Jobbkanyar, sebesség: 90 km/h
- 2. Beau Rivage: Hosszú egyenes enyhe bal, jobb kanyarokkal, végsebesség: 270 km/h
- 3. Massenet: Balkanyar, sebesség: 140 km/h
- 4. Casino: Jobbkanyar, sebesség: 120 km/h
- 5. Mirabeau: Jobbkanyar, sebesség: 70 km/h
- 6. Grand Hotel Hairpin: Visszafordító balkanyar, sebesség: 45 km/h, Formula–1 leglassúbb kanyarja a Monaco Grand Hotellel szemben
- 7. Portier: Kettős jobbkanyar, ennek végén kijutnak a versenyzők a tengerpartra, sebesség: 50 km/h, 50 km/h
- 8. Tunel: Egy igen hosszú alagút, közvetlen a tenger mellett, jobbkanyar, az alagút végén az autók kb. 270 km/h sebességet érnek el
- 9. Nouvelle Chicane: Lassú sikán, bal, majd jobbkanyar, sebesség: 50 km/h
- 10. Tabac: Balkanyar, sebesség: 140 km/h
- 11. Piscine (Uszoda): Sikán az uszoda mellett, bal, majd jobbkanyar, sebesség: 170 km/h, 80 km/h
- 12. Rascasse: A híres kanyar melyben 2006-ban Michael Schumacher vitatott manővere volt, hogy szándékosan állt-e meg, hogy feltartsa a többi pilótát az időmérő edzésen. Visszafordító szűk jobbkanyar, sebesség: 50 km/h
- 13. Antony Noghes A célegyenes ráfordító jobbkanyar, sebesség: 100 km/h